# Monastero di Neuenberg
Il monastero di Neuenberg era un monastero benedettino situato presso l'attuale quartiere di Neuenberg della città di Fulda (un tempo comune indipendente), in Bassa Franconia, Germania.

## Storia
Il monastero venne fondato nel 1023 dall'abate di Fulda, Richard von Amorbach († 1039) a Neuenberg, borgo posto proprio di fronte alle mura della città di Fulda. Lo stesso abate volle esservi sepolto alla sua morte il 20 luglio 1039 in una tomba che si trova ancora oggi in loco ed è l'unica di un abate di Fulda precedente al XVIII secolo.
Già dal XII secolo, attorno al monastero, iniziò a svilupparsi un vero e proprio villaggio. Il primo prevosto del monastero fu un tale Bardo, parente dell'imperatore Corrado II del Sacro Romano Impero, divenuto in seguito arcivescovo di Magonza.
Col tempo, il monastero di Neuenberg, assieme a quello di Frauenberg a nord, quello di Petersberg a est e quello di Johannesberg a sud, divennero tutti monasteri ausiliari dell'abbazia di Fulda.
La chiesa del monastero venne completata nel 1023 e dedicata a Sant'Andrea apostolo, consacrata dall'arcivescovo Aribo di Magonza. I primi venticinque monaci giunsero sul posto in concomitanza con la fondazione del monastero e quindi ben prima della consacrazione della chiesa. La dedicazione a sant'Andrea fece indicare il monastero sovente come "Prevostato di Sant'Andrea di Fulda".
Il monastero subì la sua prima grande distruzione nel 1441 a causa di una grande incendio che distrusse la maggior parte degli edifici del complesso. La ricostruzione fu lenta dal momento che gli stessi monaci che vi abitavano avevano perso lo slancio iniziale della loro opera presso il sito. Nel 1480 il prevosto Gerlach II diede ordine di costruire la Johanneskapelle di stile gotico che si trova al primo piano della torre campanaria.
La settimana di Pasqua del 1525, nell'ambito della guerra dei contadini tedeschi in Germania, la chiesa venne pesantemente devastata dall'insurrezione popolare ed il monastero venne dato alle fiamme. La devastazione che colpì il monastero fu tale che i monaci non vollero farvi ritorno, ma la chiesa fu in grado di resistere e per questo venne restaurata e ridisegnata anzi in stile barocco: nella navata vennero aperte grandi finestre e il soffitto a costoloni romanici venne sostituito da una volta in stucco. La chiesa del monastero venne quindi recuperata come chiesa parrocchiale del quartiere che ormai faceva parte della città di Fulda.

## Elenco dei prevosti di Neuenberg
- Albert von Hornsberg, dal 1307
- Heinrich, dal 1328
- Heinrich von Haselstein, dal 1353
- Volprecht (Volpert) 1382-1387
- Karl von Bibra der Jüngere, dal 1401
- Philipp Georg Schenk von Schweinsberg 1555-?, 1567–1568 anche principe-abate di Fulda, prevosto di Michaelsberg, Holzkirchen e Johannesberg
- Johann Friedrich von Schwalbach 1593–1606, anche prevosto di Michaelsberg e Blankenau, dal 1606 principe-abate di Fulda e prevosto di Johannesberg
- Johann Bernhard Schenk von Schweinsberg 1618–1623, anche principe-abate di Fulda e prevosto di Johannesberg, Blankenau e Michaelsberg
- Johann Michael von Hohenstein (dimesso nel 1667)
- Johann Michael von Hochstetten, decano di Fulda, 5 dicembre 1667 - ?, anche prevosto di Thulba e Petersberg
- Adalbert von Schleifras 1683–1700, anche prevosto di Michaelsberg e Blankenau, 1683 decano poi principe-abate di Fulda
- Benedikt von Rosenbusch 1707–1724, anche prevosto di Blankenau, Thulba e Johannesberg
- Amand von Buseck 1724–1737, 1737 principe-abate di Fulda, dal 1752 principe-vescovo
- Leopold Specht von Bubenheim 1741–1755, anche prevosto di Sannerz e Petersberg
- Karl von Fechenbach 1755–1773, anche prevosto di Petersberg e Johannesberg
- Lothar von Breidbach zu Bürresheim 9 marzo 1778 - 1794, anche prevosto di Holzkirchen e Petersberg
- Benedikt von Ostheim 19 agosto 1794 - 1798, anche prevosto di Thulba